# Gudmund Arason
Gudmund Arason, fornisl. Guðmundr Arason, född 26 september 1160, död 16 mars 1237, var en inflytelserik isländsk biskop på 1100- och 1200-talet som bidrog till att den katolska kyrkan fick utökad makt och inflytande på medeltidens Island. Berättelser om Gudmund finns bevarade i flera olika handskrifter, bland annat i Sturlungasagan.